# Зона 51 (фильм)
«Зона 51» (англ. Trucks) — канадский фантастический триллер, снятый в 1997 году, вторая экранизация рассказа Стивена Кинга «Грузовики».
В русском переводе фильм назван «Зона 51», хотя буквально «Trucks» переводится как «Грузовики». Никакого отношения к «Зоне 51» события в фильме не имеют.

## Сюжет
Глухое местечко в середине Соединённых Штатов Америки. Единственный способ привлечь туристов — легенды о том, что здесь часто появляются НЛО. Группа подобных туристов сталкивается с необычным явлением: на них нападает огромный грузовик-рефрижератор, передвигающийся без водителя.
Однако вскоре оказывается, что мания убийства и способность передвигаться самостоятельно охватывает все грузовики в окрестностях, даже игрушечные. Туристы и местные жители оказываются отрезаны от внешнего мира, а армада тяжёлых грузовиков пытается их уничтожить.

## Актёры
- Тимоти Басфилд — Рэй Портер
- Бренда Бакки — Хоуп Лэкстон
- Эйдан Дивайн — шофёр Боб
- Роман Подхора — Тэд Тимми
- Джей Бразо — Джек
- Брендан Флетчер — Логан Портер
- Эми Стюарт — Эбби Тимми
- Виктор Кови — Джордж Портер
- Шарон Байер — Джун Йегер
- Джонатан Баррет — Бред Йегер